# Anoeconeossa tetragonae
Anoeconeossa tetragonae är en insektsart som beskrevs av Taylor 1987. Anoeconeossa tetragonae ingår i släktet Anoeconeossa och familjen rundbladloppor. Inga underarter finns listade i Catalogue of Life.